# Squalius microlepis
Squalius microlepis är en fiskart som beskrevs av Heckel, 1843. Squalius microlepis ingår i släktet Squalius och familjen karpfiskar. IUCN kategoriserar arten globalt som starkt hotad. Inga underarter finns listade i Catalogue of Life.